# Grote Prijs Raf Jonckheere 1955
De 5e editie van de Belgische wielerwedstrijd Grote Prijs Raf Jonckheere werd verreden op 25 juli 1955. De start en finish vonden plaats in Westrozebeke. De winnaar was Raphael Jonckheere, gevolgd door Edmond Van Heghe en Roger Verbeke.

## Uitslag
| Grote Prijs Raf Jonckheere 1955 |                    |              |      |
| Plaats                          | Naam               | Ploeg        | Tijd |
| Winnaar                         | Raphael Jonckheere | The Dura     |      |
| 2                               | Edmond Van Heghe   | Thompson     |      |
| 3                               | Roger Verbeke      | Bertin-Huret |      |

1951 · 1952 · 1953 · 1954 · 1955 · 1956 · 1957 · 1958 · 1959 · 1960 · 1961 · 1962 · 1963 · 1964 · 1965 · 1966 · 1967 · 1968 · 1969 · 1970 · 1971 · 1972 · 1973 · 1974 · 1975 · 1976 · 1977 · 1978 · 1979 · 1980 · 1981 · 1982 · 1983 · 1984 · 1985 · 1986 · 1987 · 1988 · 1989 · 1990 · 1991 · 1992 · 1993 · 1994 · 1995 · 1996 · 1997 · 1998 · 1999 · 2000 · 2001 · 2002 · 2003 · 2004 · 2005 · 2006 · 2007 · 2008 · 2009 · 2010 · 2011 · 2012 · 2013 · 2014 · 2015 · 2016 · 2017 · 2018 · 2019 · 2020 · 2021 · 2022